# Música en la Seo

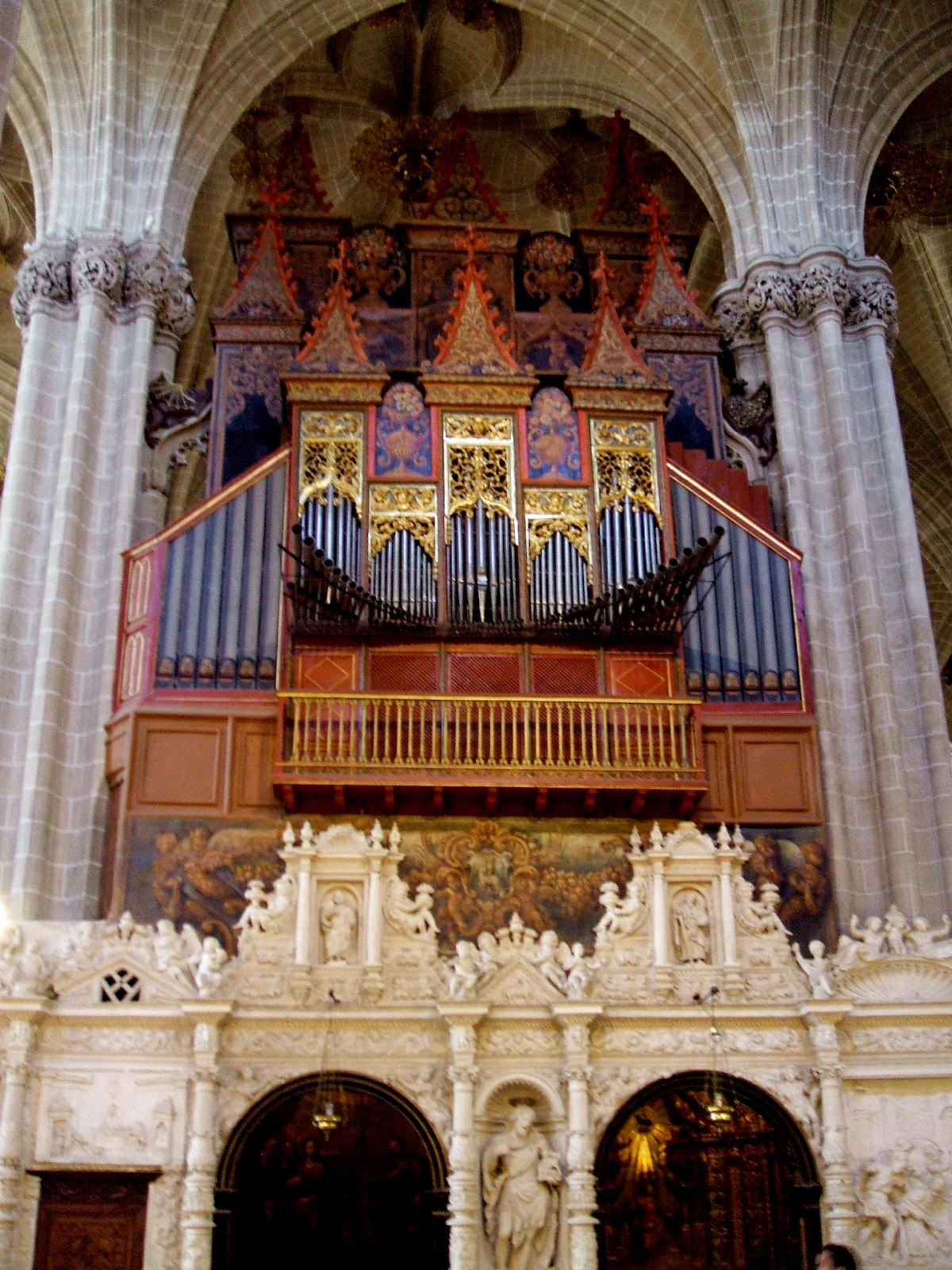
El órgano de la Seo conserva elementos del.

La música en la Seo de Zaragoza, al igual que en todas las catedrales de España, ha tenido un papel importantísimo a lo largo de los siglos.
El concilio cesaragustano de 380 decretó algunas normas sobre la liturgia de las grandes celebraciones religiosas, que directamente regían la música. En el siglo VII el obispo Braulio de Zaragoza impulsa la cultura y las artes al amparo del monasterio de Santa Engracia. Llegó incluso a escribir algunas composiciones. Se considera a estos eventos como el punto de partida de la música en la Seo.
Varias de las constituciones capitulares de la catedral incluyen apartados dedicados a la música y la enseñanza de los infantes del coro. También hay que mencionar a los organistas Sebastián Aguilera de Heredia y Jusepe Ximénez.
En el retablo mayor pueden identificarse escenas alusivas a la actividad musical, especialmente los cuatro ángeles músicos del centro. Del siglo XV data un documento de importancia señera para el estudio de la música en la Seo: el facistol, obra de artistas moros.
Algunos documentos de esta etapa recogen los nombres de los primeros maestros de capilla, como García Baylo (1472), quien también trabajó en el Palacio de la Aljafería.
El arzobispo Hernando de Aragón sería el más destacado mecenas de los músicos de la Seo. En el siglo XVI destacan intérpretes como Pedro de Apiés, Jaime Talamantes, Melchor Robledo, Jusepe Gay, Cristóbal Téllez, Francisco Silos, Francisco Berge, Francisco de Silos, Gaspar Cueto, Sebastián Romero, Diego Pontac, Fray Manuel Correa, Juan de Torres, Bernardo del Río, Sebastián Alfonso, Andrés de Sola, Miguel de Hegües, Tomás Micieces y José de Cáseda. 
En el siglo XVII los maestros más importantes que pasaron por la catedral fueron Juan Sebastián, Jerónimo Zamorano, Melchor Castillo y «los Clamudís». En la centuria venidera, recién sacada de las tinieblas por autores recientes, pueden identificarse a compositores como Francisco Portería, José Lanuza, Francisco Javier García Fajer «lo spagnoletto», Ramón Cuéllar, Domingo Olleta, Miguel Arnaudas y Salvador Azara. La música catedralicia tiene un auge desmedido a fines del siglo XIX y principios del siglo XX.